# John Crocker
General Sir John Tredinnick Crocker GCB, KBE, DSO, MC (4. januar 1896 – 9. marts 1963) var en britisk officer og korpschef under 2. Verdenskrig.

## 1. Verdenskrig
Efter udbruddet af 1. verdenskrig lod Crocker sig hverve som menig i Artists' Rifles, et officerstræningskorps, før han kom til Machine Gun Corps (MGC) som officer. Han havde en fremragende karriere i krigen og vandt såvel Distinguished Service Order og Military Cross med 174. maskingevær kompagni i 59. infanteridivision i Frankrig.

## Mellemkrigstiden
Efter krigens slutning forlod Crocker hæren for at blive oplært som advokat. Imidlertid syntes han ikke om sit nye fag, og besluttede at vende tilbage til hæren. Efter en kort overgang som infanteriofficer i Middlesex regimentet specialierede Crocker sig indenfor de dengang nye kampvogne og kom til Royal Tank Corps i 1923. Han havde en række poster i felten og ved stabene herunder brigademajor for Percy Hobart og GSO1 for Alan Brooke da denne havde kommandoen over 1. pansrede divisino. Da 2. Verdenskrig begyndte var GSO1 stabsofficer i Southern Command.

## 2. Verdenskrig
I april 1940 blev han udpeget til at kommandere 3. pansrede brigade i 1. pansrede division i Frankrig. Crockers brigade, som en stor del af British Expeditionary Force, blev stort set udslettet i Slaget om Frankrig i maj-juni 1940. Efter at være blevet landsat i Cherbourg mens resten af BEF trak sig tilbage til slaget om Dunkerque|Dunkerque, forsøgte 1. pansrede division uden held at angribe det tyske brohoved over Somme-floden inden den vendte tilbage til Cherbourg, hvor resterne (herunder brigadens sidste 13 kampvogne) blev evakueret.
Tilbage i Storbritannien fik Crocker kommandoen over den nye 6. pansrede division og derpå i 1942 9. Korps inden han igen blev sendt i oversøisk tjeneste i 1943, denne gang i Tunesien. Crocker viste utålmodighed ved Fondouk passet den 8. april 1943 da hans forsøg på at presse 6. oansrede og den amerikanske 34. infanteridivision gennem et hul stødte på hastigt forberedte tyske stillinger. Han blev såret ved et træningsuheld, under en demonstration af et PIAT anti-tank våben, kort inden de afsluttende slag om Tunesien og kom ikke igen i kamp i Tunesien. Han forårsagede imidlertid noget af en kontrovers, da han kritiserede de amerikanske troppers indsats overfor pressen.
Da han vendte tilbage til tjenesten i august 1943 fik han kommandoen over 1. britiske korps, som var en del af Miles Dempseys 2. britiske armé, der trænede forud for Operation Overlord, de allieredes invasion af Frankrig. Trods Crockers baggrund i pansret krigsførelse var 1. korps fortrinsvis et infanterikorps, men general (senere feltmarskal) Bernard Montgomery, som ledede 21. armégruppe, havde tillid til hans organisatoriske evner og gav 1. korps den vanskelige opgave med at erobre Caen. På D-dag havde Crocker en større opgave en nogen anden korpskommandør: han skulle styre landgangsstrande (Juno og Sword) samt et luftbåret angreb. Det faktum, at selv om der skete de uundgåelige uheld, gik landsætningerne godt, hvilket er et vidnesbyrd om Crockers planlægning.
Imidlertid faldt Caen ikke på D-dag som planlagt, og Crockers korps tog del i det blodige to måneder lange slaget om Caen, herunder Operation Charnwood. Efter at være blevet underlagt generalløjtnant Harry Crerars 1. canadiske armé i august 1944, kørte 1. korps til Seinen og tog del i udrensningsoperationerne langs den franske og belgiske kyst. Da den endelige tyske kapitulation kom i maj 1945 var 1. Korps stadig på sydsiden af floden Maas overfor den tyske 25. armé. Crockers sekundære rolle i de sidste måneder af krigen skyldtes ikke, at Montgomery havde mistet tilliden til ham, men snarere at hans eneste søn, Wilfrid Crocker, en kampvognsofficer i 5th Royal Inniskilling Dragoon Guards, var blevet dræbt den 20. oktober i kamp i Holland.

## Senere år
Efter krigen beklædte han en række poster, herunder øverstkommanderende i Mellemøsten for landstyrkerne og endte med at være generaladjudant for styrkerne inden han lod sig pensionere i 1953. I 1949 valgte Montgomery Crocker som sin efterfølger som leder af imperiegeneralstaben, men premierminister Clement Attlee, udpegede den mere velkendte Sir William Slim. Crockers vigtigste indsats efter krigen var at skrive træningsmanualerne som fastlagde den britiske hærs doktrin om pansret krigsførelse i årene under Den kolde krig.
Efter sin pensionering blev han vice-formand for Commonwealth War Graves Commission og Lord Lieutenant af Middlesex.